# Hôtel de Salm (Bar-le-Duc)
Pour les articles homonymes, voir Salm.
L' Hôtel de Salm  est un bâtiment situé à Bar-le-Duc, en France.

## Localisation
L'édifice est situé dans le département français de la Meuse, à la sortie de la ville haute de Bar-le-Duc en fermant la perspective de la rue des Ducs de Bar.

## Historique
Le bâtiment actuel a été  construit au XVIIIe siècle sur une ancienne demeure de la famille de Salm qui a été détruite en même temps que la Porte-aux-bois de l'enceinte fortifiée. Il fut la demeure de la famille de la Morre, présidents de la Cour des comptes du duché de Bar. Émigrés lors de la Révolution, le bâtiment fut ensuite un pensionnat de filles pour être aujourd'hui reconverti en habitations.
L'hôtel est partiellement inscrit au titre des monuments historiques en 1988 pour ses façades sur rue et sur cour.

## Architecture
Il est en pierre de Savonnières comme la majorité des hôtels de la ville haute. Tout en longueur, il est sur trois étages ;  un étage à l'attique sous la terrasse. Une balustrade en pierre pour le toit, grandes fenêtres au premier et des fenêtres à meneaux du rez-de-chaussée, un grand escalier et un porche.

## Galerie de photographies

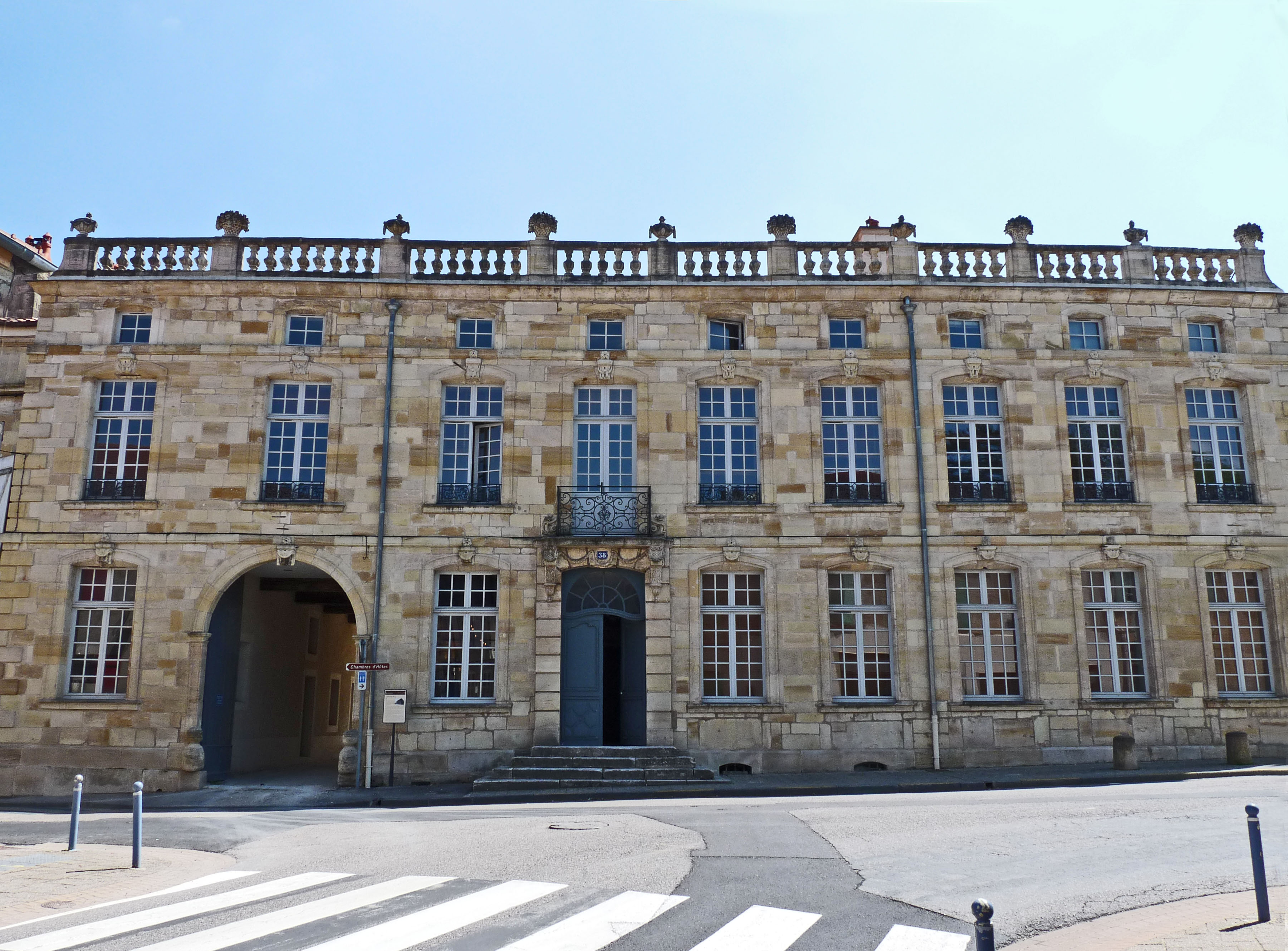
Façade sur rue aux neuf fenêtres.
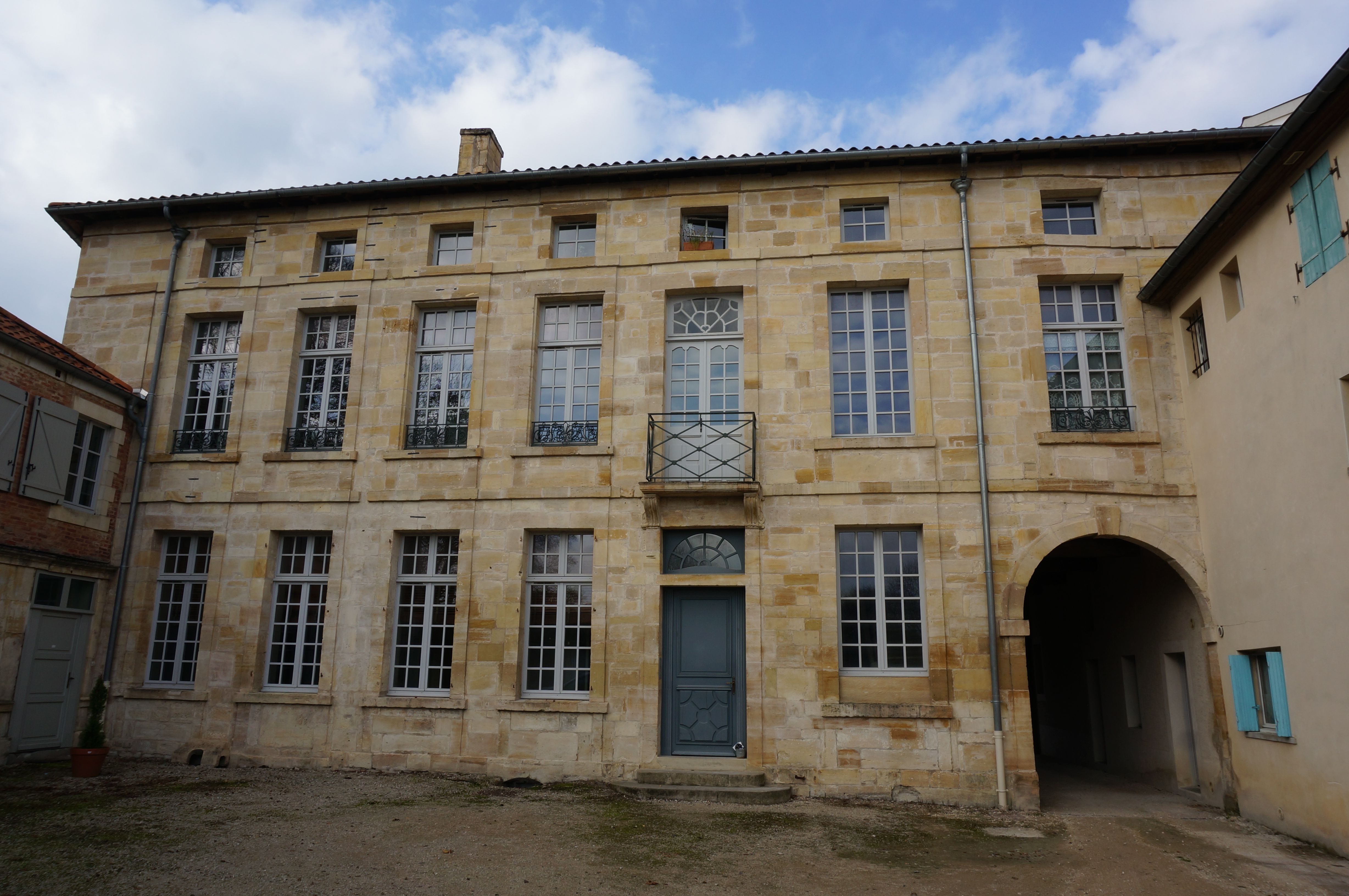
Façade sur cour.
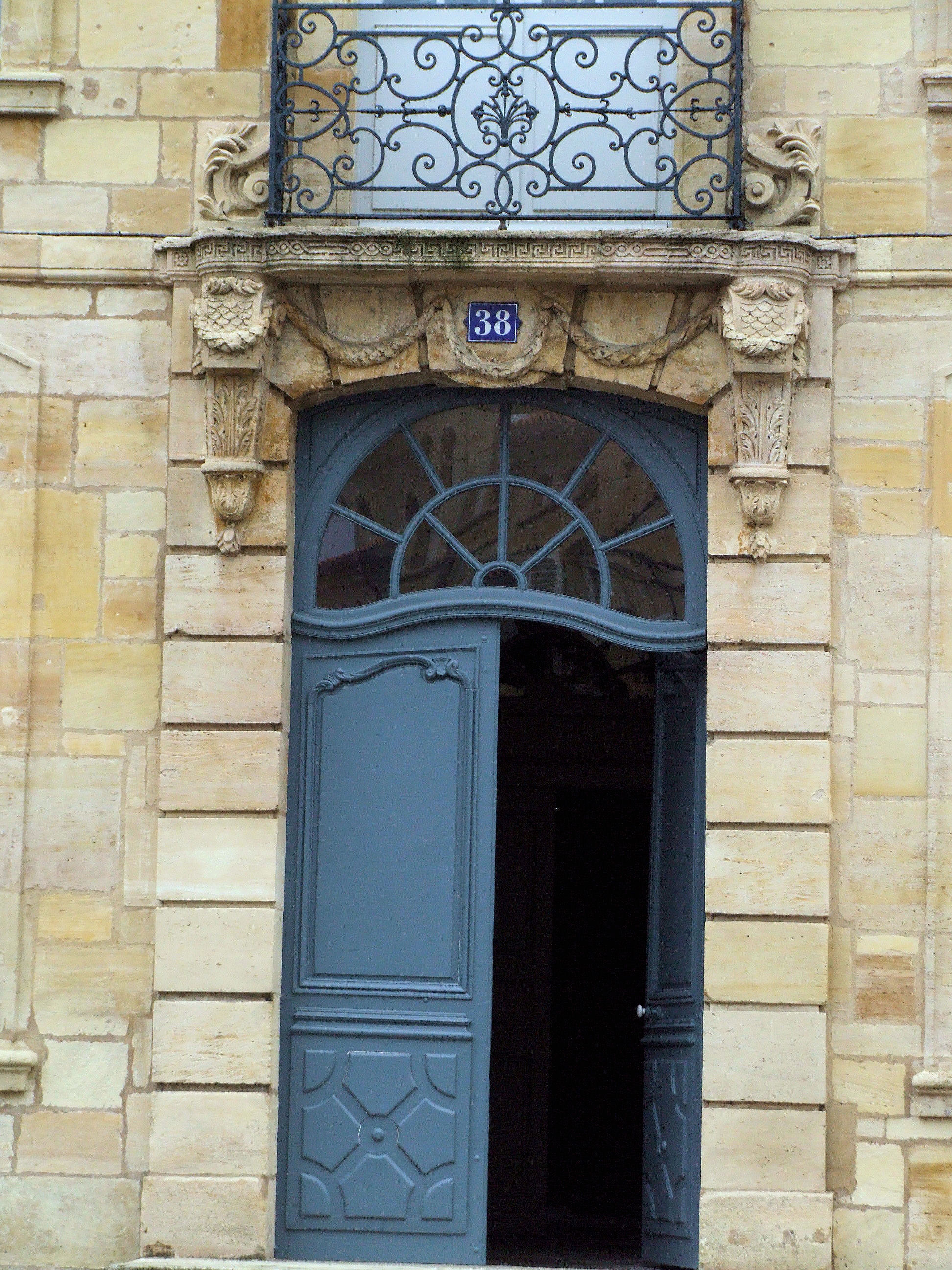
Porte balcon et ferronnerie.